# Киквит
Киквит (на френски и на суахили: Kikwit) е най-големият град и административен център на провинция Квилу. Разположен е в югозападната част на Демократична република Конго, на брега на река Квилу. Населението на града е 294 210 души (по приблизителна оценка от 2004 г.). Киквит е известен с традиционните танци, изпълнявани от етническата група Бапенде, която често носи традиционни костюми, докато танцува, състоящи се от колоритни маски и облекла, направени от лико. Киквит е важен търговски и административен център. В града има летище и стадион.
През 1995, Киквит беше поразен от няколко нашествия на смъртоносния вирус Ебола.